# Aglio rosso di Sulmona
L'aglio rosso di Sulmona è una varietà autoctona di aglio, appartenente alla famiglia delle Liliaceae, coltivata principalmente nel territorio della valle Peligna e in particolare a Sulmona, in provincia dell'Aquila. È stato inserito tra i prodotti agroalimentari tradizionali italiani (P.A.T.) della regione Abruzzo.

## Produzione
Il prodotto coltivato da secoli nell'area montana dell'Abruzzo si caratterizza per una serie di fattori: i bulbilli racchiusi nelle tuniche di colore rosso vinaccia; gli scapi fiorali devono essere rimossi manualmente per consentire un ottimo livello di produzione e la capacità di conservazione che può raggiungere anche la durata di un anno. Questi ultimi, dal gusto delicato, possono essere consumati anche freschi.
Viene coltivato tra novembre e dicembre nei comuni di Anversa degli Abruzzi, Bugnara, Corfinio, Introdacqua, Pacentro, Pettorano sul Gizio, Pratola Peligna, Prezza, Raiano, Sulmona, Roccacasale, Vittorito e a Popoli in provincia di Pescara. La raccolta avviene nei mesi di giugno e luglio. Il prodotto viene commercializzato attraverso la realizzazione di trecce, retine e sacchetti oppure delle zolle.

## Caratteristiche
La testa del prodotto appare serrata e costituita di 8-10 bulbilli di dimensioni più grandi (55-70 millimetri) e al massimo 3-4 bulbilli interni più piccoli.
L'aroma è intenso grazie all'alta percentuale di allicina e agli oli essenziali presenti all'interno dei bulbi. Il prodotto in ambiente asciutto può conservarsi per lungo tempo. L'utilizzo di questa varietà di aglio favorisce un'azione antisettica, soprattutto a livello delle vie respiratorie e dell'apparato gastro-intestinale e un abbassamento della pressione arteriosa, sia nei valori minimi sia in quelli massimi. Come tutte le varietà di aglio è anche un efficace antibiotico contro gli agenti patogeni che colpiscono le piante.

## Utilizzo
Variegati gli utilizzi in cucina: 
- primi piatti
- secondi piatti
- Pollo arrosto
- Agliata
- zuppe
- Bagna càuda
- Pesto alla genovese
- Insalate
- crocchette
- bruschette